# 徐克
徐克（英語：Tsui Hark，1951年2月15日—），原名徐文光，香港电影导演、编剧、监制及演员，是香港電影新浪潮的重要人物之一。祖籍中國廣東省海豐縣，生於越南西贡市（今胡志明市），幼年隨家人移居中国广州市，後又移居英屬香港。1984年與前妻施南生组建电影工作室，凭《英雄本色》、《倩女幽魂》、《黃飛鴻》、《刀》等片蜚声海内外，開創「新武俠」電影。1989年，徐克到北京拍摄电影《秦俑》，开创中港合拍电影的先河。2009年以来，徐克与中國內地的華誼兄弟和博纳影业合作，拍摄了《狄仁傑之通天帝國》、《龍門飛甲》、《狄仁傑之神都龍王》和《智取威虎山》等電影。
徐克三度獲得香港电影金像奖最佳导演奖。此外，1981年的《鬼马智多星》赢得金马奖最佳导演奖，《智取威虎山》和《长津湖》赢得金鸡奖最佳导演奖，是继陈可辛后第二位在金马奖、香港电影金像奖以及中国电影金鸡奖均获得最佳导演的华语大满贯导演。
2025年，徐克獲頒第43屆香港電影金像獎終身成就獎。

## 生平

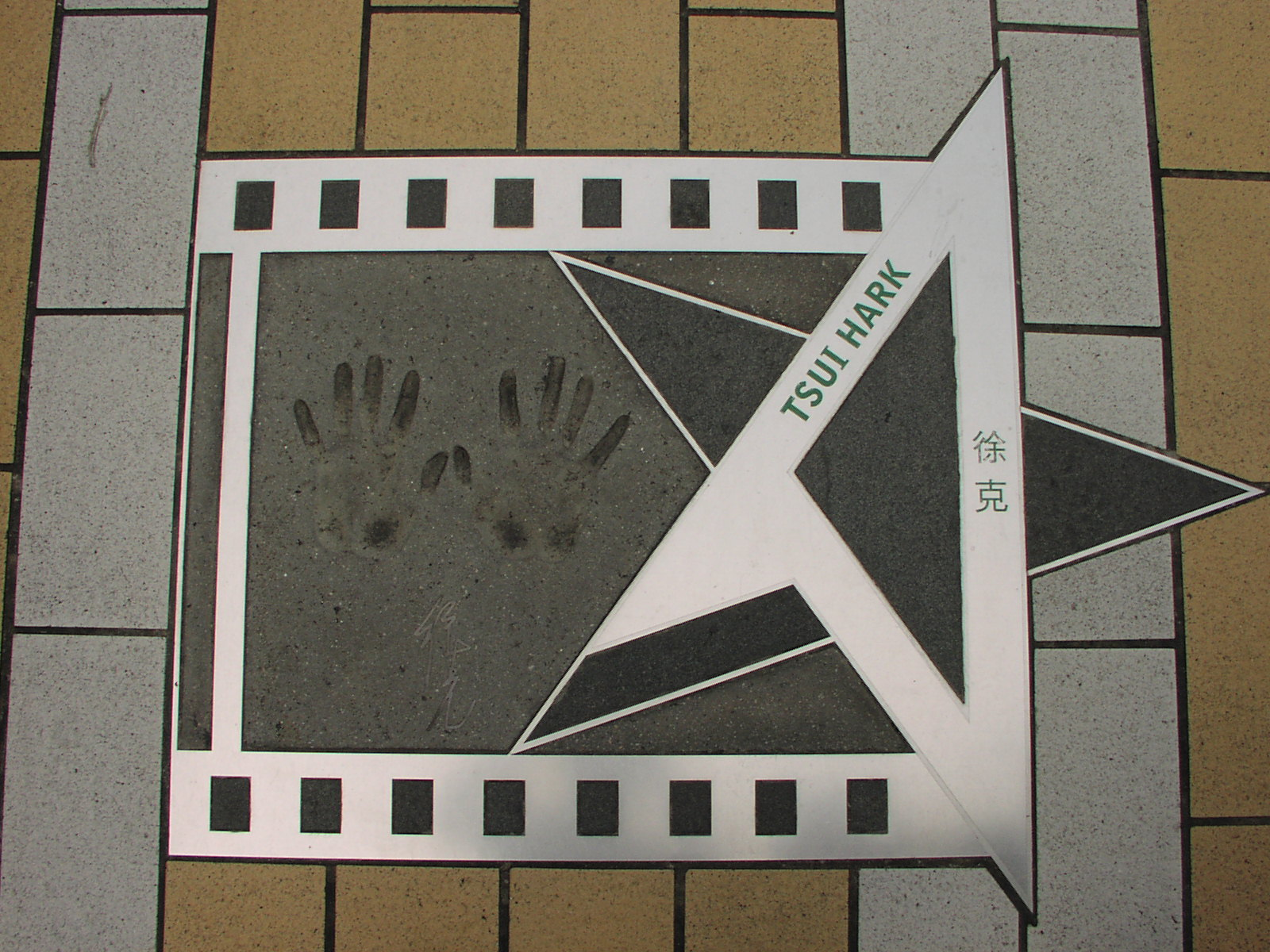
徐克在香港星光大道的手印及簽名

### 早年
徐克1951年2月15日生於越南胡志明市，幼年時由父親帶到中国广州市，祖籍廣東省海豐縣，出身自華僑的大家庭，共有16位兄弟姊妹，父親為一名藥劑師。徐克早年在越南堤岸區生活。在他十歲那年，就已對電影發生興趣，他曾與朋友租了攝影機來拍攝魔術表演，並在校內播放；自13歲起即開始製作八米厘實驗電影。他也喜愛漫畫，這對他的電影風格有很大影響。其父親本來希望他當醫生，但因為他不想投身杏林，又不知道應該修讀甚麼學科，所以選擇進修電影學。
他1965年移居英屬香港，居住於九龍城區，就讀模範英文中學。他後來到了美國德克薩斯州，先在南方衛理會大學修讀藝術，主修繪畫，後於德州大學奧斯丁分校轉讀電影學科，且在一間電影公司從事洗片（即把供拍攝紀錄片使用之膠片放到機關沖洗）工作。1975年畢業後移居紐約，參與關於唐人街的電影《From Spikes to Spindles》（1976年）。他為當地唐人街報紙作編輯，建立了社區劇院社群，並為當地的華語有線電視台工作。1976年回港，先在電視廣播有限公司（即無綫電視）獲周梁淑怡安排擔任編導，主要協助製作喜劇，1977年参與製作當年極受歡迎的長篇劇《家變》。1978年隨同周梁淑怡及大批無綫電視員工一起轉往佳藝電視，編導武俠劇《金刀情俠》，大受矚目。自此他獲電影人吳思遠賞識，在吳思遠的電影公司拍了他的成名作《蝶變》。

### 港产片黄金时代（1997年以前）
此後徐克只拍了幾部戲就嶄露頭角。1981年他憑《鬼馬智多星》贏得台灣電影金馬獎最佳導演。1983年他所拍的《新蜀山剑侠》，更特意引進了美國特技專家培訓香港電影人，奠定了日後港產片特技效果的發達。1984年徐克與施南生女士組建了电影工作室，不少日後叫好又叫座的電影正是在這段期間出現，包括《英雄本色》、《刀馬旦》、《倩女幽魂》、《黃飛鴻》等等。
1989年和張藝謀聯合製作電影《秦俑》，是大陸和香港電影人第一次跨地區的空前合作，由媒體人甘國亮監製，程小東動作指導，小說家李碧華編劇，鮑德熹擔任攝影，鞏俐與張藝謀主演。
其1991年作品《黃飛鴻》为李连杰塑造了一位瀟洒不羈、气度非凡的经典武術宗師形象黄飛鴻，为徐克赢得第11届香港電影金像獎最佳导演奖，自此開創了流行于1990年代的《黃飛鴻系列》。1992年的續集《黃飛鴻之二：男兒當自強》香港票房为港幣3039萬，获得第12届香港電影金像獎最佳電影、最佳導演等计9項提名，为袁和平赢得最佳动作指導獎。1993年上映的《黃飛鴻之三：獅王爭霸》香港收获港幣2754萬。
1992年徐克与林嶺東联合执导、成龙领衔群星主演的喜剧片《双龙会》是为香港导演协会筹善款而拍的作品，香港票房为3322万。
1993年取材自中国民间传说《白蛇传》并根据李碧华的同名小说《青蛇》改编而成的奇幻爱情片《青蛇》由王祖贤、张曼玉和赵文卓主演。1994年改编自梁祝故事的古典悲剧爱情片《梁祝》由吴奇隆、杨采妮主演，获得第14届香港电影金像奖最佳导演等计5项提名，为黄霑、胡伟立、雷颂德、黄英华赢得最佳电影配乐奖。
1995年执导的贺岁喜剧片《金玉滿堂》由张国荣、袁咏仪主演，于农历年间上映后香港票房达3112万。同年执导的武俠片《刀》被廣泛視為他從影以來的最佳電影之一，也深受另一著名導演昆頓·塔倫天奴的愛戴。
1996年执导的贺岁喜剧片《大三元》由张国荣、刘青云和袁咏仪主演，香港票房为2521万。

### 低潮时期（1997年-2008年）
2005年作品《七剑》改编自香港作家梁羽生撰写的同名武侠小说，成为第46届威尼斯影展开幕影片。影片以清朝为背景，甄子丹、黎明等群星主演，并远赴新疆取景拍摄，在中国大陆收获8000多万的票房，获得第25届香港电影金像奖最佳电影、最佳导演等共11项提名，为刘家良、董玮、熊欣欣赢得金马奖最佳动作设计奖。

### 合拍片再创辉煌（2010年代）

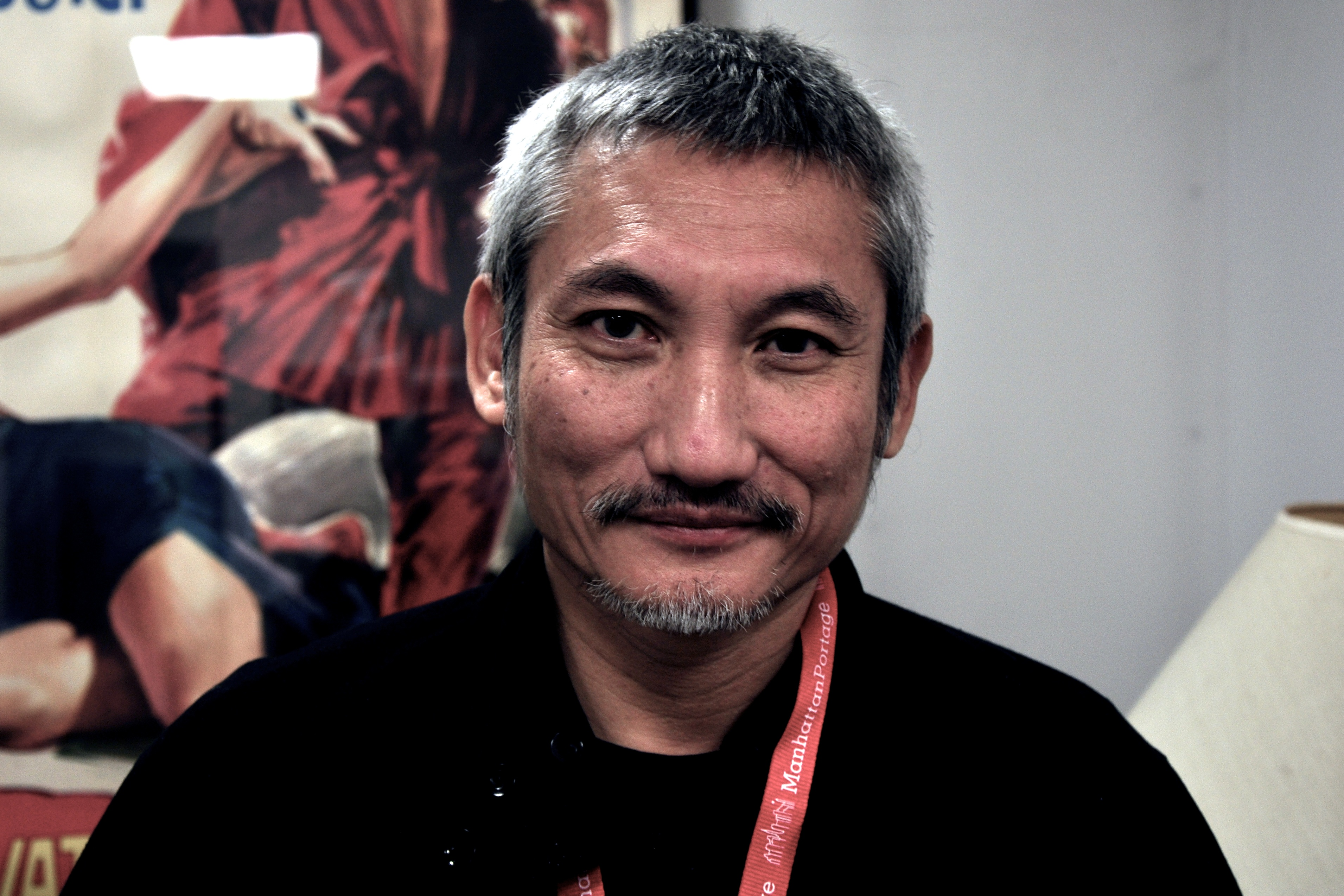
徐克（2011年7月）

2010年徐克作品《狄仁杰之通天帝国》是由华谊兄弟出品、陈国富原创故事并监制的古装悬疑动作巨制，讲述刘德华饰演的狄仁杰破获大唐神秘的人体自焚案的故事。代表中国入围第67届威尼斯国际电影节主竞赛单元，获得第三十届香港电影金像奖最佳电影、最佳导演等计13项提名，最终夺得六个奖项，包括让徐克再次赢得香港电影金像奖最佳导演，以及让刘嘉玲首次夺得香港电影金像奖最佳女主角。本片在中国大陆收获3亿元的票房，韩国和法国各有300万美圆与173万欧元的好成绩。影片在国内收获“目前最接近好萊塢標準的華語類型片”的史詩娛樂巨制的讚譽，更被《时代周刊》评为2011年度全球十佳影片中的第三名。
2011年徐克与博纳影业合作，执导了由老搭档李连杰主演的武侠片《龙门飞甲》，剧情延续1992年电影《新龙门客栈》的情节以明朝侠客替天行道刺杀太监为故事主线，并采用三维电影技术拍摄而成，为首部3D武侠片。中国大陆票房达到5.5亿元，徐克成为首位在中國过5亿票房的香港导演。影片获得第31届香港电影金像奖最佳电影、最佳导演等计13项提名，赢得最佳剪接、美术指导、动作设计、音响效果和视觉效果5个技术奖。此外，也为徐克获得第六届亚洲电影大奖和第十二届华语电影传媒大奖最佳导演提名。
由于《狄仁杰之通天帝国》在口碑、票房和奖项上的成功，以及《龙门飞甲》对3D技术的成功运用，促使徐克与华谊兄弟继续合作《狄仁杰系列》、于2013年推出《通天帝国》前传——IMAX3D的《狄仁杰之神都龙王》。中国收获6亿人民币票房，创造徐克作品票房新高。
2014年徐克与博纳影业再次合作拍摄《智取威虎山》，改编自作家曲波的长篇小说《林海雪原》。同年12月23日上映后在大陆取得8.8亿票房，再次刷新徐克纪录，获得第30届金鸡奖最佳故事片、最佳导演等9项提名，他赢得最佳导演奖，成为继陈可辛之后又一位获得此荣誉的香港导演，他还获得第52届金马奖最佳导演提名，以及第35届香港电影金像奖最佳电影、最佳导演等11项提名，并赢得第三座香港金像奖最佳导演奖。
2017年導演的《西游伏妖篇》是周星驰执导的《西游降魔篇》的续集，由周星驰监制，吴亦凡和林更新主演，在2017年春节公映。中国大陆取得16.5亿人民币的票房佳绩。2018年7月上映的《狄仁杰之四大天王》是狄仁杰系列的第三部作品，赵又廷、冯绍峰、林更新、阮经天、马思纯和刘嘉玲主演，上映后由于受华谊兄弟负面新闻事件影响，中国大陆仅取得6亿元人民币。
2019年，開始籌備拍攝《神雕俠侶三部曲》電影。

### 2020年代
2025年4月27日，徐克獲頒第43屆香港電影金像獎終身成就獎，以表揚其在香港電影創作上努力不懈、追求卓越、勇於突破，因而創造了無數經典作品的重大貢獻，並由林青霞頒獎。

## 电影风格
徐克作品用不断学习和驾驭先进技术，以及充满天马行空的想象力而闻名。由于徐克是在美国学习的影视制作，所以他也自认为“是一个比较洋派一点的人”，一些剧情、拍摄风格上不太符合传统的想法。“从《蝶变》的古装片中出现的火箭式飞索与未来世界的机关枪，到《新龙门客栈》打造新式武侠......无论《新蜀山剑侠》的特效试水、《蜀山传》运用最先进的数码影像特效，徐克在电影技术的探索之路上总是伴随着争议和质疑。
1986年徐克成立“新视觉特技工作室有限公司”，主要负责电影特效制作，直到2004年的《散打》，特效都在徐克的电影中扮演着重要的角色。这段期间更有源源不绝的好奇心与想象力：“《开心鬼撞鬼》中脚印跳舞、隔空取物、堕楼飞行、长裙变色等、《倩女幽魂》系列更是彻底体现了他那浪漫武侠的奇幻世界，各种鬼怪妖精、踏剑飞行、上天入地的魔幻镜头，都离不开电脑辅助的特效画面制作。进入90年代，《新龙门客栈》、《笑傲江湖之东方不败》逐渐开始打造出属于他的武侠太虚幻境。”
徐克的兴趣不仅只限于武侠，动画领域也很早就已涉足。《开心鬼救开心鬼》中将真人实景与三维动画相结合。徐克制作的首部动画片《小倩》把电脑渲染的3D画面放进动画里，成为香港本土第一部真正的三维电脑动画片。虽然当时引发了巨大争议，却为后来的技术打下了基础，现在很多人会用这种方式来制作。2001年《老夫子》中再次将真人与动画结合的影像创作提升到新的高度，“他摒弃了当年《开心鬼》里将平面动画人物立体化的方法，而是通过3D构图设计将老夫子、大番薯及秦先生变成“真人”，整部戏的3D动画水准虽不及好莱坞，却已在香港电影中占得翘楚。”
《蜀山传》、《龙门飞甲》和《狄仁杰之神都龙王》是徐克在电脑特效、3D技术方面大胆探索的代表作品。其中《蜀山传》中有1600多个特效镜头，由四家美国特效公司参与制作，超现实景象层峦不穷。尽管该片在剧情上被狠批诟病，但数码影像及电脑特效的表现却很纯熟，也让徐克的瑰丽想象力得以尽情释放。由于《阿凡达》风靡全球的巨大影响，徐克在拍完《狄仁杰之通天帝国》后，请来了《阿凡达》的3D技术总监查克·科米斯基，成立了一支由摄影师、3D技术人员组成的3D技术团队。团队首先花了几周时间拍了一部3D试水的电影《抓猴》，在顾问的帮助下，团队学会使用3D摄影机和建造3D制作系统。随后执导出翻拍自《新龙门客栈》的武侠片《龙门飞甲》，这部电影成为华语3D电影的成功之作。紧接着，根据团队所积累的经验，徐克于2013年又推出《狄仁杰之神都龙王》，完成了包括水下3D摄影、海战、水中骑马、CG造“鳖皇”怪兽等多项技术挑战工作。

## 個人生活

### 感情生活
徐克在70年代美国读书时曾經结婚，後來離婚。
1977年，徐克認識在佳視共事的施南生，隔年正式拍拖。徐克的「老爺」之稱，即出自施南生，因為他就是她在家中的「老爺」，她笑稱自己「甚都聽老爺話」。1993年，徐克與葉蒨文傳緋聞，據說導致與施南生分手。1996年6月18日，徐克與施南生在美國比弗利山舉行婚禮。2008年，徐克被爆与曾出演《七剑》的女演员陈佳佳在北京筑爱巢，施南生當時被問及是否婚變道：“我给你一个标准答案吧，这句话我说了很多年了，两个人的事只存在两人之间，和第三个人没有关系。”2011年，徐克拍攝《龍門飛甲》時網交認識樂樂，後聘為助理並交往。2014年施南生宣佈離婚，並稱前夫與樂樂已交往多時。

### 其他軼事
在與楊瀾進行專訪時，表示過以下的人生經驗：
- 大學時放棄父親建議的學醫，改學電影。從此父子關係冷淡，直到1984年徐克將當時女友施南生介紹給父親後，關係才改善。
- 在電視台工作時，曾經提過2個方案：「英雄本色」與「倩女幽魂」，都被拒絕。這兩個方案徐克後來都拍成電影，蔚為風潮並且成為香港類型片的經典。
- 在電視台作剪接工作時，後面曾站著一個人想觀摩，那個人是後來的導演程小東，此後經常在片廠討論武術設計。
- 由於無兒無女，所以輝煌時代，收了一位編導成為入室弟子。

## 电影作品

### 導演作品
| 上映年份 | 中文片名               | 职务             | 角色       | 香港票房      | 合作演員 / 備註 |
| 1979     | 蝶變                   | 导演             |            | 從缺          | 劉兆銘、米雪、張國柱、黃樹棠、陳琪琪、夏光莉、徐小玲、高雄、王將、周潤堅 |
| 1980     | 地獄無門               | 导演、編劇       |            | 從缺          | 徐少強、高雄、黃錦燊、米雪、馮峰、張慕蓮、韓國材、山怪、太保、曾楚霖、龍天生 |
| 1980     | 第一類型危險           | 导演、編劇、演員 | 政治部人員 | 從缺          | 區瑞強、林珍奇、羅烈、呂良偉、龍天生、車保羅、梁普智、于仁泰、岑建勳、章國明、余慕蓮 |
| 1981     | 鬼馬智多星             | 导演             |            | HK$7,479,976  | 林子祥、泰迪羅賓、麥嘉、鄧寄塵、姚煒、胡大為、岑建勳、曾志偉、楊斯、黃造時、陳琪琪 *第18届台湾金马奖最佳导演奖                                                                          |
| 1983     | 新蜀山劍俠             | 导演             |            | HK$15,878,510 | 元彪、鄭少秋、林青霞、孟海、洪金寶、劉松仁、徐少強、李賽鳳、元奎、鍾發、狄威、夏光莉 |
| 1983     | 我愛夜來香             | 演員             | 廣島太郎   | HK$13,782,062 | 林子祥、泰迪羅賓、林青霞、盧業瑂、秦沛、Joe Junior、聶安達（Anders Nelsson）、梁潔華、葉夏利                                                                                            |
| 1984     | 最佳拍檔之女皇密令     | 导演             |            | HK$29,286,077 | 許冠傑、麥嘉、張艾嘉、王嘉明、華康美子、李察基路（Richard Dawson Kiel）、許冠英、曹查理、盧冠廷                                                                                         |
| 1984     | 上海之夜               | 导演             |            | HK$11,625,564 | 提名-第4届香港电影金像奖最佳导演 |
| 1985     | 打工皇帝               | 导演、演员       | 阿神       | HK$16,931,337 | |
| 1985     | 皇家師姐               | 演員             |            | HK$10,019,862 | 岑建勳、孟海、楊紫瓊、羅芙洛、狄威、鍾發、洪金寶 |
| 1986     | 刀馬旦                 | 导演、监制       |            | HK$17,559,357 | 林青霞、葉蒨文、鍾楚紅 |
| 1989     | 黃飛鴻'92之龍行天下    | 导演、监制       |            | HK$8,096,542  | |
| 1989     | 英雄本色3之夕陽之歌    | 导演、监制       |            | HK$18,476,116 | |
| 1991     | 財叔之橫掃千軍         | 导演             |            | HK$3,694,660  | |
| 1991     | 黃飛鴻                 | 导演、监制、编剧 |            | HK$29,700,676 | 第11届香港电影金像奖最佳导演奖 |
| 1991     | 棋王                   | 导演、监制       |            | HK$1,151,165  | 與嚴浩聯合執導 |
| 1991     | 豪門夜宴               | 导演             |            | HK$21,921,687 | 與張堅庭聯合執導 |
| 1992     | 雙龍會                 | 导演、编剧       |            | HK$33,274,116 | |
| 1992     | 黃飛鴻之二：男兒當自強 | 导演、编剧       |            | HK$30,399,676 | 提名-第12届香港电影金像奖最佳导演 |
| 1992     | 黃飛鴻之三：獅王爭霸   | 导演、监制、编剧 |            | HK$27,540,561 | |
| 1992     | 新龍門客棧             | 监制、编剧       |            | HK$21,505,027 | |
| 1993     | 青蛇                   | 导演、监制、编剧 |            | HK$9,508,565  | |
| 1994     | 梁祝                   | 导演、监制、编剧 |            | HK$18,646,478 | 提名-第14届香港电影金像奖最佳导演 |
| 1994     | 黃飛鴻之五：龍城殲霸   | 导演             |            | HK$4,902,426  | 趙文卓、關之琳、莫少聰、鄭則仕、郭晉安、熊欣欣、王靜瑩、劉洵、易天雄、呂少玲、張鐵林、董瑋                                                                                              |
| 1995     | 花月佳期               | 导演、监制、编剧 |            | HK$5,127,958  | |
| 1995     | 金玉滿堂               | 导演、监制、编剧 |            | HK$31,128,196 | |
| 1995     | 刀                     | 导演             |            | HK$3,309,575  | |
| 1996     | 大三元                 | 导演             |            | HK$25,218,130 | |
| 1997     | 反擊王                 | 导演             |            | HK$3,798,730  | 尚格雲頓、米奇·洛基、熊欣欣、Paul Freeman、Natacha Lindinger、Jay Benedict、Bruno Bilotta                                                                                               |
| 1998     | K.O.雷霆一擊           | 导演             |            | HK$923,060    | 尚格雲頓、洛舒奈達、李娜洛嘉、王敏德、李若彤、陳豪、黃偉文、陳國新、Jeff Wolfe、Michael Miller                                                                                          |
| 2000     | 順流逆流               | 导演             |            | HK$4,465,047  | 謝霆鋒、伍佰、徐子淇、盧巧音、黃秋生、恭碩良、高捷 |
| 2001     | 蜀山傳                 | 导演、监制、编剧 |            | HK$11,760,748 | |
| 2001     | 黑俠2                  | 导演             |            | HK$3,927,225  | |
| 2003     | 信不信由你             | 导演             |            | 未上映        | 响应1:99电影行动，以《老夫子》系列为题材制作而成的短片 |
| 2005     | 七劍                   | 导演、监制、编剧 |            | HK$7,759,689  | 第62屆威尼斯影展开幕影片 提名-第25届香港电影金像奖最佳导演 |
| 2007     | 鐵三角                 | 导演、监制       |            | HK$5,458,399  | 與林嶺東、杜琪峰聯合執導 |
| 2008     | 深海尋人               | 导演、监制、编剧 |            | HK$1,390,600  | |
| 2008     | 女人不壞               | 导演、监制、编剧 |            | HK$733,226    | |
| 2010     | 抓猴3D                 | 导演、监制、编剧 |            | 未上映        | 未上映 |
| 2010     | 狄仁傑之通天帝國       | 导演、监制       |            | HK$11,257,097 | 第67届威尼斯影展主竞赛片 第30届香港电影金像奖最佳导演奖 第6屆香港電影導演會年度大獎年度傑出導演                                                                                         |
| 2011     | 龍門飛甲               | 导演、监制、编剧 |            | HK$6,091,647  | 首部3D武侠片 第7屆香港電影導演會年度大獎年度傑出導演 提名-第六届亚洲电影大奖最佳导演 提名-第31届香港电影金像奖最佳导演 提名-第十二届华语电影传媒大奖最佳导演                            |
| 2013     | 狄仁杰之神都龙王       | 导演、监制、编剧 |            | HK$3,119,058  | 3D作品 |
| 2014     | 智取威虎山3D           | 导演、监制、编剧 |            | HK$347,160    | 3D作品 第35届香港电影金像奖最佳导演獎 第30届金鸡奖最佳导演奖 第22届香港电影评论学会大奖最佳导演奖 第10屆香港電影導演會年度大獎最佳导演 第16届华表奖优秀导演奖 提名-第52届金马奖最佳导演 |
| 2017     | 西游伏妖篇             | 导演             | 清潔工     | HK$24,392,816 | 3D作品 |
| 2018     | 狄仁杰之四大天王       | 导演、编剧       |            | HK$516,762    | 3D作品 |
| 2021     | 长津湖                 | 导演之一         |            | HK$20,490,155 | 陈凯歌、林超贤聯合執導 第16届中国长春电影节最佳影片 第13届澳门国际电影节最佳影片大奖 第36届大众电影百花奖最佳故事片 第35屆中國電影金雞獎最佳導演獎、最佳故事片獎與                      |
| 2022     | 长津湖之水门桥         | 导演之一         |            | HK$3,536,640  | 陈凯歌、林超贤聯合執導 第19届华表奖优秀导演 |
| 2022     | 七人樂隊               | 导演之一         |            |               | |
| 2025     | 射雕英雄傳：俠之大者   | 導演             |            |               | |

### 监制作品
| 上映年份 | 中文片名           | 導演         | 備註       |
| 1986     | 英雄本色           | 吴宇森       |            |
| 1987     | 英雄本色II         | 吴宇森       |            |
| 1987     | 倩女幽魂           | 程小東       |            |
| 1988     | 鐳射人             | 王正方       |            |
| 1988     | 天羅地網           | 黃志強       |            |
| 1988     | 大丈夫日記         | 楚原         |            |
| 1988     | 城市特警           | 杜琪峯       |            |
| 1988     | 鐵甲無敵瑪利亞     | 鍾志文       |            |
| 1989     | 義膽群英           | 吴宇森、午馬 |            |
| 1989     | 喋血雙雄           | 吴宇森       |            |
| 1989     | 驚魂記             | 鍾志文       |            |
| 1990     | 秦俑               | 程小東       |            |
| 1990     | 笑傲江湖           | 胡金銓       |            |
| 1990     | 中日南北和         | 胡大為       |            |
| 1990     | 倩女幽魂Ⅱ：人間道  | 程小東       | 故事       |
| 1991     | 倩女幽魂Ⅲ：道道道  | 程小東       | 編劇       |
| 1991     | 棋王               | 嚴浩         |            |
| 1992     | 笑傲江湖II東方不敗 | 程小東       | 編劇       |
| 1992     | 新龍門客棧         | 李惠民       | 編劇       |
| 1992     | 妖獸都市           | 麥大傑       |            |
| 1993     | 新仙鶴神針         | 陳木勝       | 編劇       |
| 1993     | 東方不敗之風雲再起 | 程小東       |            |
| 1993     | 少年黃飛鴻之鐵馬騮 | 袁和平       |            |
| 1994     | 火燒紅蓮寺         | 林嶺東       |            |
| 1994     | 鑄劍               | 張華勛       |            |
| 1996     | 新上海灘           | 潘文傑       |            |
| 1996     | 黑俠               | 李仁港       | 编剧       |
| 1997     | 小倩               | 陳偉文       |            |
| 2001     | 老夫子2001         | 邱禮濤       | 编剧       |
| 2013     | 聖誕玫瑰           | 杨采妮       |            |
| 2016     | 三少爷的剑         | 尔冬升       | 編劇       |
| 2017     | 奇門遁甲           | 袁和平       | 編劇、剪輯 |
| 2019     | 攀登者             | 李仁港       |            |

### 藝術顧問
| 上映年份 | 中文片名             | 導演   | 備註 |
| 2014     | 白髮魔女傳之明月天國 | 張之亮 |      |

### 演出作品
| 上映年份 | 中文片名           | 角色          | 備註                                |
| 1980     | 第一類型危險       | 政治部人員    |                                     |
| 1981     | 1905年的冬天       |               |                                     |
| 1982     | 追女仔             |               |                                     |
| 1982     | 最佳拍档           | 舞台劇導演    |                                     |
| 1982     | 難兄難弟           | 南无佬/道友克 |                                     |
| 1983     | 我爱夜来香         | 廣島太郎      |                                     |
| 1983     | 最佳拍檔之大顯神通 | 自稱FBI       |                                     |
| 1985     | 兩隻老虎           | 億萬富翁      |                                     |
| 1985     | 皇家師姐           | 脫苦海        |                                     |
| 1985     | 打工皇帝           | 阿神          |                                     |
| 1986     | 开心鬼撞鬼         | 徐半香契父    |                                     |
| 1986     | 英雄本色           |               | 客串                                |
| 1987     | 最後勝利           | 大哥寶        | 获提名香港电影金像獎最佳男配角      |
| 1988     | 鐵甲無敵瑪利亞     | 小徐／威士忌  |                                     |
| 1992     | 雙龍會             |               | 客串                                |
| 1997     | 小倩               | 金堅（小狗）  | 動畫配音 普通話版及粵語版均由其配音 |
| 2011     | 桃姐               |               | 客串                                |
| 2012     | 大魔術師           | 軍閥          |                                     |
| 2013     | 極速TURBO          | 印地500 CEO   | 动画配音                            |
| 2016     | 美人魚             |               | 客串                                |
| 2016     | 我的特工爷爷       | 老头甲        | 客串                                |

## 荣誉
- 1981年：《鬼馬智多星》(台灣名《夜來香》)金馬獎最佳導演
- 1987年：《英雄本色》香港电影金像奖最佳影片
- 1992年：《黃飛鴻》第11届香港电影金像奖最佳导演
- 2000年：《顺流逆流》威尼斯电影节未来电影数字奖
- 2001年(年份待考)：小行星（23258）被命名為「徐克」
- 2011年：《狄仁杰之通天帝国》第6屆香港電影導演會年度大獎年度杰出导演
- 2011年：《狄仁杰之通天帝国》第30届香港电影金像奖最佳导演
- 2013年：第16届上海国际电影节华语电影杰出贡献奖[31]
- 2013年：第八届罗马电影节“创新成就奖”[32][33]
- 2015年：香港藝術發展局「2014香港藝術發展獎」之「傑出藝術貢獻獎」[34]
- 2015年：《智取威虎山》第30届金鸡奖最佳导演奖
- 2016年：《智取威虎山》第22届香港电影评论学会大奖最佳导演奖
- 2016年：《智取威虎山》第10届香港電影導演會年度大獎最佳导演奖
- 2016年：《智取威虎山》第35届香港電影金像獎最佳导演奖
- 2016年：《智取威虎山》第16届华表奖优秀导演奖[35]
- 2017年：第11屆亞洲電影大獎終身成就獎[36]
- 2023年：第19届华表奖优秀导演奖
- 2025年：第43屆香港電影金像獎終身成就獎[23]